# Генуя (провинция)
Ге́нуя (итал. Provincia di Genova, лиг. Provinsa de Zena) — упразднённая (с 1 января 2015 года) провинция в Италии, в регионе Лигурия. Столица провинции — город Генуя. Вместо провинции образована новая территориальная единица метрополитенский город Генуя.

## География
В провинции Генуя расположено множество горных вершин, наиболее высокая из которых — Маджораска (1804 м). Множество природных заповедников.
16 из 67 коммун провинции имеют выход к морю.

## Крупнейшие города региона
- Генуя
- Рапалло
- Кьявари
- Сестри-Леванте
- Лаванья
- Аренцано
- Рекко
- Санта-Маргерита-Лигуре
- Коголето
- Серра-Рикко

## Климат
| Климатограмма Генуя                             | Климатограмма Генуя | Климатограмма Генуя | Климатограмма Генуя | Климатограмма Генуя | Климатограмма Генуя | Климатограмма Генуя | Климатограмма Генуя | Климатограмма Генуя | Климатограмма Генуя | Климатограмма Генуя | Климатограмма Генуя |
| ----------------------------------------------- | ------------------- | ------------------- | ------------------- | ------------------- | ------------------- | ------------------- | ------------------- | ------------------- | ------------------- | ------------------- | ------------------- |
| Я                                               | Ф                   | М                   | А                   | М                   | И                   | И                   | А                   | С                   | О                   | Н                   | Д                   |
| 205 5 0                                         | 131 9 0             | 160 13 4            | 142 16 8            | 103 19 11           | 42 22 15            | 51 24 17            | 62 23 16            | 83 21 13            | 180 16 10           | 258 11 5            | 157 7 1             |
| Температура в °C • Сумма осадков в мм Источник: |                     |                     |                     |                     |                     |                     |                     |                     |                     |                     |                     |

Климат влажный и  субтропический.Температура воздуха летом может достигать до 24°C. В зимний период температура воздушных масс опускается до 0 °C.Средне годовое количество осадков составляет 1573 мм. Самый дождливый месяц ноября, в среднем выпадает 258 миллиметрами дождя. Самый засушливый месяц июнь, 42 миллиметра.

## История
Провинция Генуя образована 1 марта 1860 года декретом короля Виктора Эммануила II Савойского. В этом же году Лигурия была разделена на две большие провинции — Геную и провинцию Порто Маурицио (впоследствии Империя). 27 апреля 1875 года Виктор Эммануил II утвердил герб провинции. Герб менялся в 1933 году, с приходом фашистов к власти.

## Экономика
Выращивается виноград, оливки, персики, лимоны, абрикосы. Индустрия сосредоточена в основном в городе Генуя.